# كيفن باترسون (كاتب أغاني)
كيفن باترسون (بالإنجليزية: Kevin Patterson)‏ هو كاتب أغاني بريطاني، ولد في 5 مارس 1960.